# Nokia 9 PureView
Nokia 9 PureView — флагманский смартфон под брендом Nokia, разработанный HMD Global. Он был представлен на Всемирном мобильном конгрессе (MWC) 2019 года в Барселоне, Испания, как преемник Nokia 8 Sirocco. Это намек на предыдущие устройства Nokia PureView, ориентированные на камеру, которые закончились Lumia 950 и 950 XL. Как и большинство смартфонов Nokia от HMD, 9 PureView является частью программы Android One.

## Технические характеристики

### Оборудование и дизайн
Ключевые обновления по сравнению с Nokia 8 Sirocco включают более быстрый чип Snapdragon 845 и графический процессор Adreno 630, более высокий 6-дюймовый экран 18:9 с поддержкой HDR10, селфи-камеру HDR с более высоким разрешением, которая теперь может записывать в 4K, больше диапазонов LTE, более быструю беспроводную зарядку, подэкранный сканер отпечатков пальцев и немного увеличенная емкость аккумулятора. Память и оперативная память не изменились, с единственной конфигурацией 128 ГБ/6 ГБ. Сзади многокамерная установка представлена в сотовом расположении с двойная светодиодная вспышка и датчик времени полета, смещенные влево и вправо соответственно, и отверстие для микрофона сверху. Внешне 9 сохраняет стеклянную / металлическую конструкцию Sirocco, но укрывает корпус Sirocco из нержавеющей стали. в пользу алюминия серии 6000.

### Камеры
В 9 PureView используется пятикамерная система, брендирования логотипом (однако непосредственно к оптике это не имеет отношения)Zeiss, 2 из которых являются датчиками RGB, а 3 — монохроматическими датчиками. Все 5 объективов идентичны по 12 МП с диафрагмой f/1.8 (Sony Exmor RS IMX 386). Поддерживается HDR, но в устройстве отсутствуют фазовый автофокус и оптическая стабилизация изображения. Когда делается снимок, каждая камера делает отдельное изображение, затем изображения объединяются и обрабатываются цифровым сигнальным процессором. Изображения можно делать как в формате JPEG, так и в формате RAW, а затем редактировать их с помощью Adobe Lightroom, который можно установить во время установки. Кроме того, у 9 есть режим Pro, который имитирует настройки DSLR. Функция под названием «Карта глубины» захватывает более 1200 слоев данных о глубине. Карта глубины активируется датчиком времени пролета и работает только с фотографиями JPEG и RGB. Спереди присутствует датчик на 20 МП с HDR.

### Программное обеспечение
Nokia 9 поставляется с предустановленной версией Android One Android 9 Pie. В декабре 2019 года HMD начала выпускать Android 10 для 9 PureView.

## Прием
PC Magazine пришел к выводу, что 9 «может быть подходящим смартфоном для фотографов, но для всех остальных есть варианты получше». Похвалы были адресованы дизайну, дисплею и программному обеспечению; Tom's Guide и Digital Trends считают, что интеграция RAW-Lightroom предоставляет пользователям значительно больший контроль над фотографиями. Помимо качества звука динамика, критиковались встроенный в дисплей сканер отпечатков пальцев и время автономной работы. Рецензенты также отметили, что обработка изображений была медленной, и были разочарованы тем, что в телефоне, ориентированном на камеру, не было слота для SD-карты, особенно с учетом размера файлов изображений RAW. Использование более старого чипа Snapdragon 845 также вызвало некоторую критику поначалу, поскольку его конкуренты использовали более новый чип Snapdragon 855.
9 PureView получил общую оценку 85 от DxOMark (что соответствует оценке Apple iPhone 7 и LG V30), с оценкой фото 88 и оценкой видео 80. DxOMark отметил, что «возможным исключением его боке возможности, Nokia 9 PureView не обеспечивает производительность фото или видео наравне с другими текущими моделями телефонов в премиальном ценовом диапазоне».
В феврале 2020 года 9 PureView получил награду Good Design Award 2019.